# منتیش (شهرستان قوچقار)
منتیش (به قرقیزی: Мантыш، مانتىش) یک منطقهٔ مسکونی در قرقیزستان است که در شهرستان قوچقار واقع شده‌است. منتیش ۶۲۲ نفر جمعیت دارد و ۲٬۲۱۵ متر بالاتر از سطح دریا واقع شده‌است.